# Cerul infernului
Cerul infernului (titlul original: în arabă صراع في الوادي, transliterat: Ṣira‘ Fī al-Wādī) este un film dramatic egiptean, realizat în 1954 de regizorul Youssef Chahine, protagoniști fiind actorii Faten Hamama, Omar Sharif (în primul său rol), Zaki Rostom, Abdel Waress Assar. A fost prezentat la 25 martie 1954 la Festivalul de Film de la Cannes sub titlul The Blazing Sky.

## Rezumat
Ahmed este fiul unui administrator sărac care lucrează pentru proprietarul înstărit Pașa Taher. Ca mulți alții, tatăl suferă sub nemilosul Pașă, care își ține subordonații ca pe sclavi și îi exploatează până la os. Pentru a avea un nou specialist, Pașa l-a trimis pe Ahmed la un colegiu agricol. După terminarea studiului, fiul administratorului are alte planuri decât să-l ajute pe bogatul Pașă să obțină și mai mult profit. El transmite fermierilor cunoștințele și educația sa politică și luptă pentru eliberarea lor. Asta îl face pe Pașă, negru de supărare. Pentru a înrăutăți și mai mult situația, fiica sa Amal se îndrăgostește de tânărul răzvrătit. Umplându-se paharul, Pașa jură o amarnică răzbunare pe Ahmed și are loc o luptă dură în subteranele ruinelor de la Luxor, între cei doi.

## Distribuție
- Faten Hamama – Amal
- Omar Sharif – Ahmed
- Zaki Rostom – Pașa Taher
- Abdel Waress Assar – tatăl lui Ahmed
- Farid Shawqi – el însuși
- Hamdy Gheith – Selim
- Abdelghani Kamar –
- Ahmed Abdel Wareth –